# Loi sus
En Angleterre et au Pays de Galles, la loi sus (« sus law », c'est-à-dire de « personne suspectée ») est une loi d'interpellation et de fouille qui permettait à un policier d'interpeller, de fouiller et potentiellement d'arrêter des personnes soupçonnées d'avoir enfreint l'article 4 de la loi de 1824 sur le vagabondage. Elle est abrogée le 27 août 1981.
Selon une étude publiée en 2018 dans le British Journal of Criminology, l'interpellation et la fouille ont eu un impact marginal sur la criminalité au Royaume-Uni.

## Législation de 1824
Le pouvoir d'agir en cas de suspicion se trouvait dans une partie de l'article 4 de la loi de 1824 sur le vagabondage, qui prévoyait que :

« chaque personne suspectée ou réputée voleuse, fréquentant n'importe quel rivière, canal, ou voie navigable, dock, ou bassin, ou n'importe quel quai, quai de marchandise, ou entrepôt à proximité ou attenant à celui-ci, ou n'importe quelle rue, autoroute ou avenue à proximité ou attenante à celle-ci, ou n'importe quelle place publique, ou n'importe quelle avenue à proximité ou attenante à celle-ci, ou n'importe quelle rue, ou n'importe quelle autoroute ou n'importe quelle place adjaçente à une rue ou une autoroute ; avec l'intention de commettre une infraction passible d'arrestation [...]  sera considérée comme un voyou et un vagabond »

— section 4, Vagrancy Act 1824
Si la personne est reconnue coupable, elle peut être emprisonnée jusqu'à trois mois. Cela a  permis à la police d'interpeler et de fouiller, voire d'arrêter, toute personne trouvée dans un lieu public si elle soupçonnait qu'elle avait l'intention de commettre une infraction.
Afin d'engager des poursuites en vertu de la loi, la police devait prouver que l'accusé avait commis deux actes :
- agir de manière suspecte
- et avoir l'intention de commettre une infraction passible d'arrestation.

Deux témoins sont nécessaires pour étayer l'accusation, qui sont généralement deux policiers patrouillant ensemble.

### Années 1970 et 1980
La loi suscite beaucoup de mécontentement dans une partie de la population, en particulier parmi les Noirs et les minorités ethniques, car la police utilise cette loi pour les cibler particulièrement. La loi suscite une controverse considérable avant les émeutes raciales du début des années 1980 (à St Pauls, Bristol, en 1980, et à Brixton, Londres ; Toxteth, Liverpool ; Handsworth, Birmingham ; et Chapeltown, Leeds en 1981).
Cela conduit à des campagnes contre la loi, notamment la campagne Scrap Sus menée par Mavis Best et Paul Boateng.
Interrogé sur le sujet en 1980, le commissaire de la police métropolitaine, Sir David McNee, déclare que la raison de son utilisation disproportionnée sur les Noirs provient du fait qu'ils sont « surreprésentés dans les délits de vol qualifié et autres vols avec violence ».
En 1980, le sous-comité de la Chambre des communes sur les relations raciales et l'immigration commence des audiences sur la loi. Dans le cas des émeutes raciales, l'utilisation présumée abusive de la loi sus est considérée comme un facteur contributif à ces événements. La loi sus est abrogée le 27 août 1981, sur avis de la Commission royale de procédure pénale de 1979[réf. nécessaire], au moment où la loi de 1981 sur les tentatives criminelles reçoit l'aval royal.

## Législation de 2007
La législation britannique ultérieure, qui prévoit que la police agisse sur la seule base de soupçons, est dénoncée comme « une autre loi sus » par les opposants aux propositions visant à accorder des pouvoirs accrus « d'interpellation et d'interrogation » aux policiers en Angleterre et au Pays de Galles.
En 2007, le ministre d'Irlande du Nord, Peter Hain, déclare qu'il souhaite voir les détails de la politique avant de porter un jugement. Mais il déclare à BBC1 Sunday AM : « Nous ne pouvons pas avoir une réincarnation de l'ancienne loi « sus » en vertu de laquelle la plupart des Noirs, des minorités ethniques, étaient littéralement arrêtés à vue et qui créait une très mauvaise atmosphère et une érosion des libertés civiles »,.
En janvier 2008, David Cameron, alors chef conservateur de l'opposition, annonce qu'il cherchera, s'il est élu, à rendre des pouvoirs similaires à la police. Selon les propositions des conservateurs, les sergents de police pourraient autoriser l'utilisation de l'interpellation et de la fouille des piétons et des véhicules dans une zone spécifique pour une durée maximale de 6 heures, ou 48 heures si l'autorisation est accordée par un officier supérieur. Gordon Brown, alors Premier ministre travailliste, annonce en réponse qu'il cherchera à supprimer les longs formulaires actuellement requis pour les interpellations et fouilles.